# Trechalea connexa
Trechalea connexa är en spindelart som först beskrevs av O. Pickard-Cambridge 1898.  Trechalea connexa ingår i släktet Trechalea och familjen Trechaleidae. Inga underarter finns listade i Catalogue of Life.